# Jørgen Münter
Jørgen Theodor Balthazar Münter (19. november 1904 i København – 25. april 1977 i Ordrup) var en dansk søofficer, far til Jens Münter.
Han var søn af kaptajn i flåden Hermann Munter (1874-1915) og hustru Ellen født von Hedemann (1879-1953), blev søløjtnant II 1926, søløjtnant I 1927 og marineflyver 1929. Münter deltog i Lauge Kochs treårsekspedition til Nordøstgrønland 1932, i første danske marineflyvning København-Færøerne retur 1934, blev kaptajnløjtnant 1936 og udførte luftopmåling på Grønland 1937 og 1938.
I 1940 blev Münter orlogskaptajn og var under krigen chef for forskellige minestrygere. Efter krigen blev han chef for Thetis på fiskeriinspektion i 1946 og 1947 og var på tjenesterejse til USA for hjemsejling af inspektionsskibet Vitus Bering 1948 og chef for samme samme år. Han gjorde tjeneste ved Folk og værn 1949-51, blev kommandørkaptajn 1950 og var chef for fregatten Niels Ebbesen 1951 og 1952. Münter var marineattaché ved den danske ambassade i London 1953 og marine- og flyveattaché i London og forsvarsattaché ved ambassaden i Haag 1955. 
Han blev kommandør 1956 og chef for Søværnets sergent- og korporalskole samt Søværnets mathskole samme år, for Nordsøens og Kattegats marinekommando 1958, for Kattegats marinedistrikt 1961, blev chef for Grønlands Kommando og midlertidig kontreadmiral 1962 og blev stillet til rådighed for Søværnskommandoen 1965 og fik afsked samme år. Münter var Kommandør af Dannebrogordenen, bar Fortjenstmedaljen i sølv og Hæderstegnet for god tjeneste ved Søetaten.
Han blev gift 4. marts 1932 med Aase Nissen (15. oktober 1910 på Frederiksberg - 2. juni 1993 i Zürich), datter af godsejer, kaptajn Axel Nissen og hustru Paula født Larsen.